# Lijst van eenheidsklassen
De onderstaande lijsten bevatten de eenheidsklassen met hun status. De inhoud van de lijst kan in de loop van de tijd veranderen, doordat boten hun status verliezen of omdat er nieuwe boten ontworpen worden die toegevoegd moeten worden. De actuele lijst kan bekeken worden op de websites van de organisatie die de betreffende klasse reguleert.

## Olympische klassen 2016
De onderstaande lijsten geven klassen weer waarvoor wedstrijden worden georganiseerd op de Olympische en de Paralympische Zomerspelen. Alle klassen zijn door de World Sailing organisatie erkend.
| Klasse       | Discipline                                   |
| ------------ | -------------------------------------------- |
| Finn         | Jolle, 1 persoons, heren                     |
| Laser        | Jolle, 1 persoons, heren                     |
| Laser Radial | Jolle, 1 persoons, dames                     |
| 49er         | Jolle, 2 personen, heren                     |
| 49erFX       | Jolle, 2 personen, dames                     |
| 470          | Jolle, 2 personen, dames- en herenklassement |
| Nacra 17     | Catamaran, 2 personen, gemengd               |
| RS:X         | Surfboard, dames- en herenklassement         |

| Klasse | Discipline                                  |
| ------ | ------------------------------------------- |
| 2.4mR  | Kielboot, 1 persoons, gemengd               |
| SKUD18 | Kielboot, 2 personen, dame + (dame of heer) |
| Sonar  | Kielboot, 3 personen, gemengd               |

## Internationale klassen
Het beheer van de internationale klassen wordt door de World Sailing organisatie uitgevoerd.
| Kielboot       | Status         | Jaar van status |
| -------------- | -------------- | --------------- |
| 2.4mR          | Internationaal |                 |
| 5.5m           | Internationaal |                 |
| 6m             | Internationaal |                 |
| 8m             | Internationaal |                 |
| 12m            | Internationaal |                 |
| Draak          | Internationaal |                 |
| Etchells       | Internationaal |                 |
| Flying Fifteen | Internationaal |                 |
| H-Boot         | Internationaal |                 |
| Hansa 2.3      | Internationaal |                 |
| Hansa 303      | Erkend         |                 |
| Hansa Liberty  | Erkend         |                 |
| J/22           | Internationaal |                 |
| J/24           | Internationaal |                 |
| J/70           |                |                 |
| J/80           | Erkend         |                 |
| Melges 20      |                |                 |
| Melges 24      | Erkend         |                 |
| Melges 32      | Internationaal |                 |
| Micro          | Erkend         |                 |
| Platu 25       | Erkend         |                 |
| RC44           | Internationaal | 2009            |
| SB20           | Internationaal | 2007            |
| Shark 24       | Internationaal |                 |
| Soling         | Internationaal | 1967            |
| Sonar          | Erkend         |                 |
| Star           | Internationaal |                 |
| Tempest        | Erkend         |                 |
| Yngling        | Internationaal | 1979            |

| Jollen 2 pers.   | Status         | Jaar van status |
| ---------------- | -------------- | --------------- |
| 29er             | Internationaal |                 |
| 420              | Internationaal | 1972 / 1973     |
| 505er            | Internationaal |                 |
| Cadet            | Internationaal |                 |
| Enterprise       | Internationaal |                 |
| Fireball         | Internationaal |                 |
| Flying Dutchman  | Internationaal | 1952            |
| Flying Junior    | Internationaal | 1972 / 1973     |
| GP14             | Internationaal |                 |
| International 14 | Internationaal |                 |
| Laser II         | Internationaal |                 |
| Lightning        | Internationaal | 1962            |
| Mirror           | Internationaal |                 |
| RS 500           | Erkend         | 2009            |
| RS Feva          | Internationaal | 2005            |
| Snipe            | Internationaal |                 |
| Tasar            | Internationaal | 2001            |
| Vaurien          | Internationaal |                 |

| Jollen 1 pers. | Status         | Jaar van status |
| -------------- | -------------- | --------------- |
| B14            | Erkend         |                 |
| Byte CII       | Erkend         |                 |
| Contender      | Internationaal | 1968            |
| Europe         | Internationaal | 1976            |
| Laser 4.7      | Internationaal |                 |
| Moth           | Internationaal | 1972 / 1973     |
| Musto Skiff    | Internationaal |                 |
| O'pen BIC      | Internationaal |                 |
| OK-jol         | Internationaal |                 |
| Optimist       | Internationaal |                 |
| RS 100         | Internationaal | 2012            |
| RS Aero        | Internationaal | 2015            |
| RS Tera        | Internationaal | 2007            |
| Splash         | Internationaal |                 |
| Sunfish        | Internationaal |                 |
| Topper         | Internationaal |                 |
| Zoom8          | Internationaal |                 |

| Catamaran      | Status         |
| -------------- | -------------- |
| A-Catamaran    | Internationaal |
| Dart 18        | Internationaal |
| Formula 16     |                |
| Formula 18     | Internationaal |
| Hobie 14       | Internationaal |
| Hobie 16       | Internationaal |
| Hobie Dragon   | Erkend         |
| Hobie Tiger    | Internationaal |
| Hobie Wildcat  | Erkend         |
| Nacra Infusion | Internationaal |
| Topcat K1      | Erkend         |
| Tornado        | Internationaal |
| Viper          |                |

## Nationale klassen
Het beheer van de nationale klassen van Nederland wordt door het Watersportverbond uitgevoerd.
| Klassenaam   | Bemanning  | SW  |
| ------------ | ---------- | --- |
| 16 m²        | 2          |     |
| 22 m²        | 2 tot 3    |     |
| 30 m²        | 2 tot 3    |     |
| Efsix        | 2 tot 3    |     |
| FF 65        | 3          |     |
| First 31.7   | max 550 kg |     |
| Jan van Gent | 2          | 109 |
| Kolibri      | 2          |     |
| Max Fun      | 3          |     |
| Pampus       | 2          | 109 |
| Pion         | 4          |     |
| Randmeer     | 2 tot 3    | 108 |
| Regenboog    | 3          | 105 |
| Sailhorse    | 2 tot 3    | 109 |
| Tirion       | 3          |     |
| Valk         | 2 tot 3    | 104 |
| Vrijheid     | 2          | 114 |

| Klassenaam     | SW  |
| -------------- | --- |
| Flits          | 120 |
| G2             |     |
| Schakel        | 112 |
| Sharpie        | 109 |
| Spanker        | 109 |
| Top            |     |
| Twaalfvoetsjol | 130 |

| Klassenaam | SW  |
| ---------- | --- |
| Splash Red | 114 |

| Klassenaam |
| ---------- |
| V/VA       |